# IWW-2M
Der Reaktor IWW-2M (russisch исследовательский водо-водяной [реактор], dt. „Forschungs-Wasser-Wasser[-Reaktor]“) ist ein russischer Forschungsreaktor, der durch das Moskauer Nikiet-Institut in Saretschny in der Oblast Swerdlowsk betrieben wird.

## Anlage
Der Forschungsreaktor befindet sich auf dem Gelände des Nikiet-Instituts in unmittelbarer Nähe des Kernkraftwerks Belojarsk. Der Baubeginn war am 1. Januar 1964, am 23. April 1966 wurde der Reaktor erstmals kritisch. Im Jahr 1983 wurden umfangreiche Umbaumaßnahmen durchgeführt. Es wird erwartet, dass der Reaktor mindestens bis 2017 in Betrieb bleiben wird.
Der Schwimmbadreaktor besitzt eine thermische Leistung von 15 MW, die maximale Neutronenflussdichte für thermische Neutronen beträgt 5 × 1014 n/(cm²*s). Der Reaktor wird mit zu 90 % hochangereichertem Uran (UO2) betrieben. Mit dem Argonne National Laboratory besteht jedoch ein Kooperationsprojekt für eine Umstellung auf schwachangereichertes Uran. Der Reaktor wird mit leichtem Wasser moderiert und gekühlt und mit 15 Kontrollstäben aus Borcarbid im Reaktorkern geregelt.
An dem Reaktor werden Tests von Brennstäben und Reaktormaterialien, Experimente zur Festkörperphysik sowie Studien zur Neutronenstreuung durchgeführt.

## Störungen
Mitte Dezember 2007 überschritt die auf dem Gelände des Kernkraftwerks Belojarsk beobachtete Strahlung mit 33 μR/h den erlaubten Grenzwert von 20 µR/h. Wie sich herausstellte, war die Ursache des Anstiegs ein Herunterfahren des Forschungsreaktors IWW-2M infolge eines Druckabfalls in einem Brennelement. Nach einer gewissen Zeit sank die gemessene Strahlung wieder auf einen zulässigen Wert von 16 μR/h.